# DDR-Oberliga 1974/75 (Badminton)
Die DDR-Oberliga im Badminton war in der Saison 1974/75 die höchste Mannschaftsspielklasse der in der DDR Federball genannten Sportart. Es war die 16. Austragung dieser Mannschaftsmeisterschaft.

## Ergebnisse
Fortschritt Tröbitz - SG Gittersee 8:3
28. September 1974 Tröbitz
1. MX: Joachim Schimpke / Christine Ober - Bernd Behrens / Jutta Tietze 15:11 15:10
2. MX: Roland Riese / Rena Scheithauer - Steffen Körbitz / Monika Cassens 15:5 15:9
1. HD: Joachim Schimpke / Klaus Katzor - Claus Cassens / Steffen Körbitz 15:4 15:6
2. HD: Roland Riese / Klaus Skobowsky - Klaus Renner / Bernd Behrens 15:4 15:12
1. HE: Joachim Schimpke - Claus Cassens 15:4 14:18 17:14
2. HE: Roland Riese - Klaus Renner 15:6 15:2
3. HE: Klaus Skobowsky - Claus Kattner 15:3 15:1
4. HE: Harald Richter - Steffen Körbitz 15:3 15:3
1. DE: Rena Scheithauer - Monika Cassens 1:11 2:11
2. DE: Christine Ober - Jutta Tietze 9:12 1:11
1. DD: Christine Ober / Carmen Ober - Monika Cassens / Jutta Tietze 7:15 5:15
Fortschritt Tröbitz - Einheit Greifswald 2:9
28. September 1974 Tröbitz
1. MX: Joachim Schimpke / Christine Ober - Edgar Michalowski / Christine Zierath 9:15 2:15
2. MX: Roland Riese / Rena Scheithauer - Erfried Michalowsky / Renate Thurow 12:15 3:15
1. HD: Joachim Schimpke / Klaus Katzor - Edgar Michalowski / Klaus Müller 15:8 8:15 8:15
2. HD: Roland Riese / Klaus Skobowsky - Erfried Michalowsky / Michael Franz 12:15 6:15
1. HE: Roland Riese - Edgar Michalowski 7:15 2:15
2. HE: Klaus Skobowsky - Erfried Michalowsky 8:15 3:15
3. HE: Harald Richter - Hubert Wagner 13:15 15:11 15:11
4. HE: Klaus Katzor - Klaus Müller 15:10 15:7
1. DE: Rena Scheithauer - Christine Zierath 3:11 0:11
2. DE: Christine Ober - Renate Thurow 11:2 2:11 1:11
1. DD: Christine Ober / Carmen Ober - Christine Zierath / Renate Thurow 10:15 11:15
Fortschritt Tröbitz - DHfK Leipzig 7:4
29. September 1974 Tröbitz
1. MX: Joachim Schimpke / Christine Ober - Wolfgang Böttcher / Christel Sommer 15:3 3:15 8:15
2. MX: Roland Riese / Rena Scheithauer - Jürgen Richter / Beate Herbst 13:15 15:11 15:9
1. HD: Joachim Schimpke / Klaus Katzor - Wolfgang Böttcher / Pigola 15:11 15:1
2. HD: Roland Riese / Klaus Skobowsky - Jürgen Richter / Ralph Schieck 15:1 15:0
1. HE: Joachim Schimpke - Wolfgang Böttcher 15:1 15:5
2. HE: Roland Riese - Gerd Pigola 15:1 15:6
3. HE: Klaus Skobowsky - Jürgen Richter 15:9 15:0
4. HE: Harald Richter - Ralph Schieck 15:2 15:9
1. DE: Rena Scheithauer - Christel Sommer 3:11 1:11
2. DE: Christine Ober - Beate Herbst 2:11 3:11
1. DD: Christine Ober / Carmen Ober - Christel Sommer / Beate Herbst 7:15 7:15
Fortschritt Tröbitz - DHfK Leipzig 5:6
26. Oktober 1974 Dresden
1. MX: Joachim Schimpke / Christine Ober - Wolfgang Böttcher / Beate Herbst 3:15 8:15
2. MX: Roland Riese / Rena Scheithauer - Volker Herbst / Christel Sommer 11:15 16:17
1. HD: Joachim Schimpke / Harald Richter - Wolfgang Böttcher / Gerd Pigola 15:7 15:18 17:14
2. HD: Roland Riese / Klaus Skobowsky - Volker Herbst / Jürgen Richter 15:4 4:15 18:15
1. HE: Joachim Schimpke - Wolfgang Böttcher 15:7 15:0
2. HE: Roland Riese - Gerd Pigola 15:3 15:4
3. HE: Klaus Skobowsky - Volker Herbst 11:15 7:15
4. HE: Harald Richter - Jürgen Richter 15:9 15:4
1. DE: Rena Scheithauer - Christel Sommer 11:12 2:11 11:12
2. DE: Christine Ober - Beate Herbst 4:11 1:11
1. DD: Christine Ober / Carmen Ober - Christel Sommer / Beate Herbst 4:15 5:15
Fortschritt Tröbitz - Einheit Greifswald 3:8
26. Oktober 1974 Dresden
1. MX: Joachim Schimpke / Christine Ober - Edgar Michalowski / Christine Zierath 3:15 4:15
2. MX: Roland Riese / Rena Scheithauer - Erfried Michalowsky / Renate Thurow 10:15 9:15
1. HD: Joachim Schimpke / Harald Richter - Edgar Michalowski / Klaus Müller 11:15 10:15
2. HD: Roland Riese / Klaus Skobowsky - Erfried Michalowsky / Michael Franz 12:15 15:8 18:15
1. HE: Joachim Schimpke - Edgar Michalowski 15:7 10:15 7:15
2. HE: Roland Riese - Hubert Wagner 15:10 18:15
3. HE: Klaus Skobowsky - Klaus Müller 1:15 1:15
4. HE: Harald Richter - Michael Franz 15:12 15:3
1. DE: Rena Scheithauer - Christine Zierath 2:11 3:11
2. DE: Christine Ober - Renate Thurow 5:11 7:11
1. DD: Christine Ober / Carmen Ober - Christine Zierath / Renate Thurow 3:15 6:15
Fortschritt Tröbitz - SG Gittersee 7:4
27. Oktober 1974 Dresden
1. MX: Joachim Schimpke / Christine Ober - Claus Cassens / Monika Cassens 7:15 10:15
2. MX: Roland Riese / Rena Scheithauer - Bernd Behrens / Jutta Tietze 15:12 11:15 15:5
1. HD: Joachim Schimpke / Harald Richter - Claus Cassens / Steffen Körbitz 7:15 15:10 15:4
2. HD: Roland Riese / Klaus Skobowsky - Klaus Renner / Bernd Behrens 15:9 15:6
1. HE: Joachim Schimpke - Claus Cassens 15:7 15:8
2. HE: Roland Riese - Klaus Renner 15:2 15:4
3. HE: Klaus Skobowsky - Bernd Behrens 17:15 15:9
4. HE: Harald Richter - Peter Uhlig 15:8 15:9
1. DE: Rena Scheithauer - Monika Cassens 2:11 4:11
2. DE: Christine Ober - Jutta Tietze 0:11 2:11
1. DD: Christine Ober / Carmen Ober - Monika Cassens / Jutta Tietze 7:15 5:15
Fortschritt Tröbitz - DHfK Leipzig 5:6
10. November 1974 Greifswald
1. MX: Joachim Schimpke / Christine Ober - Gerd Pigola / Christel Sommer 15:3 7:15 7:15
2. MX: Roland Riese / Rena Scheithauer - Volker Herbst / Beate Herbst 15:4 15:12
1. HD: Joachim Schimpke / Harald Richter - Gerd Pigola / Peter Rebel 15:0 15:7
2. HD: Roland Riese / Klaus Skobowsky - Volker Herbst / Jürgen Richter 10:15 11:15
1. HE: Joachim Schimpke - Gerd Pigola 15:1 15:0
2. HE: Roland Riese - Volker Herbst 13:15 13:15
3. HE: Klaus Skobowsky - Jürgen Richter 6:15 15:10 15:4
4. HE: Harald Richter - Peter Rebel 15:5 15:5
1. DE: Rena Scheithauer - Christel Sommer 6:11 9:12
2. DE: Christine Ober - Beate Herbst 7:11 5:11
1. DD: Christine Ober / Carmen Ober - Christel Sommer / Beate Herbst 4:15 6:15
Fortschritt Tröbitz - SG Gittersee 6:5
10. November 1974 Greifswald
1. MX: Joachim Schimpke / Christine Ober - Claus Cassens / Monika Cassens 1:15 8:15
2. MX: Roland Riese / Rena Scheithauer - Bernd Behrens / Jutta Tietze 1:15 8:15
1. HD: Joachim Schimpke / Harald Richter - Claus Cassens / Bernd Behrens 15:5 17:15
2. HD: Roland Riese / Klaus Skobowsky - Steffen Körbitz / Peter Uhlig 15:11 15:4
1. HE: Joachim Schimpke - Claus Cassens 15:9 15:2
2. HE: Roland Riese - Klaus Renner 15:1 15:1
3. HE: Klaus Skobowsky - Bernd Behrens 15:11 15:4
4. HE: Harald Richter - Steffen Körbitz 15:5 15:1
1. DE: Rena Scheithauer - Monika Cassens 2:11 3:11
2. DE: Christine Ober - Jutta Tietze 6:11 5:11
1. DD: Christine Ober / Carmen Ober - Monika Cassens / Jutta Tietze 5:15 7:15
Fortschritt Tröbitz - Einheit Greifswald 1:10
11. November 1974 Greifswald
1. MX: Joachim Schimpke / Christine Ober - Edgar Michalowski / Christine Zierath 10:15 4:15
2. MX: Roland Riese / Rena Scheithauer - Klaus Müller / Renate Thurow 9:15 14:17
1. HD: Joachim Schimpke / Harald Richter - Edgar Michalowski / Klaus Müller 8:15 12:15
2. HD: Roland Riese / Klaus Skobowsky - Erfried Michalowsky / Michael Franz 15:12 17:15
1. HE: Joachim Schimpke - Edgar Michalowski 5:15 17:18
2. HE: Roland Riese - Hubert Wagner 15:5 10:15 13:15
3. HE: Klaus Skobowsky - Klaus Müller 10:15 12:15
4. HE: Harald Richter - Michael Franz 12:15 10:15
1. DE: Rena Scheithauer - Christine Zierath 5:11 5:11
2. DE: Christine Ober - Ilona Michalowski 5:11 5:11
1. DD: Christine Ober / Carmen Ober - Christine Zierath / Renate Thurow 4:15 3:15
Fortschritt Tröbitz - Einheit Greifswald 4:7
7. Dezember 1974 Halle-Neustadt
1. MX: Joachim Schimpke / Rena Scheithauer - Edgar Michalowski / Christine Zierath 10:15 15:7 5:15
2. MX: Roland Riese / Christine Ober - Erfried Michalowsky / Renate Thurow 15:12 12:15 1:15
1. HD: Joachim Schimpke / Harald Richter - Edgar Michalowski / Erfried Michalowsky 5:15 15:9 8:15
2. HD: Roland Riese / Klaus Skobowsky - Hubert Wagner / Michael Franz 15:12 15:9
1. HE: Joachim Schimpke - Edgar Michalowski 8:15 15:0 15:0
2. HE: Roland Riese - Erfried Michalowsky 6:15 15:7 3:15
3. HE: Klaus Skobowsky - Hubert Wagner 15:11 3:15 15:12
4. HE: Harald Richter - Norbert Michalowsky 15:0 6:15 15:6
1. DE: Rena Scheithauer - Christine Zierath 5:11 2:11
2. DE: Carmen Ober - Renate Thurow 0:11 1:11
1. DD: Christine Ober / Carmen Ober - Renate Thurow / Christine Zierath 9:15 18:15 8:15
Fortschritt Tröbitz - DHfK Leipzig 6:5
7. Dezember 1974 Halle-Neustadt
1. MX: Joachim Schimpke / Christine Ober - Wolfgang Böttcher / Christel Sommer 15:10 15:12
2. MX: Roland Riese / Carmen Ober - Jürgen Richter / Beate Herbst 17:14 15:10
1. HD: Joachim Schimpke / Harald Richter - Wolfgang Böttcher / Gerd Pigola 15:7 5:15 2:15
2. HD: Roland Riese / Klaus Skobowsky - Volker Herbst / Jürgen Richter 15:5 18:13
1. HE: Joachim Schimpke - Wolfgang Böttcher 15:1 15:3
2. HE: Roland Riese - Gerd Pigola 15:3 15:7
3. HE: Klaus Skobowsky - Volker Herbst 15:10 4:15 15:13
4. HE: Harald Richter - Jürgen Richter 15:8 4:15 6:15
1. DE: Rena Scheithauer - Christel Sommer 4:11 11:5 2:11
2. DE: Christine Ober - Beate Herbst 8:11 4:11
1. DD: Christine Ober / Carmen Ober - Christel Sommer / Beate Herbst 5:15 5:15
Fortschritt Tröbitz - SG Gittersee 6:5
7. Dezember 1974 Halle-Neustadt
1. MX: Joachim Schimpke / Christine Ober - Claus Cassens / Monika Cassens 6:15 6:15
2. MX: Roland Riese / Carmen Ober - Bernd Behrens / Jutta Tietze 15:3 11:15 9:15
1. HD: Joachim Schimpke / Harald Richter - Claus Cassens / Klaus Renner 17:14 14:17 15:9
2. HD: Roland Riese / Klaus Skobowsky - Bernd Behrens / Steffen Körbitz 15:10 15:9
1. HE: Joachim Schimpke - Claus Cassens 15:6 6:15 15:10
2. HE: Roland Riese - Klaus Renner 15:12 15:0
3. HE: Klaus Skobowsky - Bernd Behrens 15:12 15:14
4. HE: Harald Richter - Peter Uhlig 15:7 17:16
1. DE: Rena Scheithauer - Monika Cassens 4:11 2:11
2. DE: Christine Ober - Jutta Tietze 11:8 5:11 1:11
1. DD: Christine Ober / Carmen Ober - Monika Cassens / Jutta Tietze 10:15 4:15

## Endstand
| Platz | Mannschaft |
| ----- | --- |
| 1.    | Einheit Greifswald (Edgar Michalowski, Erfried Michalowsky, Norbert Michalowsky, Hubert Wagner, Klaus Müller, Michael Franz, Christine Zierath, Renate Thurow, Ilona Michalowsky) |
| 2.    | Fortschritt Tröbitz (Klaus Katzor, Joachim Schimpke, Roland Riese, Klaus Skobowsky, Harald Richter, Rena Scheithauer, Christine Ober, Carmen Ober)                                |
| 3.    | HSG DHfK Leipzig (Wolfgang Böttcher, Gerd Pigola, Jürgen Richter, Volker Herbst, Bernd Brösdorf, Ralph Schieck, Peter Rebel, Beate Herbst, Christel Sommer)                       |
| 4.    | SG Gittersee (Claus Cassens, Peter Uhlig, Klaus Renner, Bernd Behrens, Steffen Körbitz, Claus Kattner, Jutta Behrens, Monika Cassens)                                             |